# Чарна Вода (місто)
Чарна Вода (пол. Czarna Woda, каш. Czôrnō Wòda, нім. Schwarzwasser) — місто в північній Польщі, у Борах Тухольських над річкою Вда.
Належить до Старогардського повіту Поморського воєводства.